# Crise parlementaire de 2008 en Ukraine
 (février 2014).
Si vous disposez d'ouvrages ou d'articles de référence ou si vous connaissez des sites web de qualité traitant du thème abordé ici, merci de compléter l'article en donnant les références utiles à sa vérifiabilité et en les liant à la section « Notes et références ».
La crise parlementaire de 2008 en Ukraine désigne une série d'évènements politiques ayant précédé et accompagné la rupture idéologique et relationnelle au sein de la coalition gouvernementale créée en février 2008. 

## Contexte
À la suite des législatives anticipées de septembre 2007, se dessine une coalition gouvernementale très fragile aussi bien sur le plan politique qu'en termes de poids (227 députés pro-gouvernement contre 222 d'opposition). Le député Ivan Pluchtch (NU-NS) s'estime non concerné. Plus précisément, cette coalition, baptisée démocratique, réunit 71 députés membres du bloc de partis Notre Ukraine-Autodéfense ou NU-NS) et les élus appartenant bloc de partis de Ioulia Tymochenko ou BYouT, en nombre de 156. L'opposition est constituée de trois forces politiques ayant franchi la barre de 3 % : 1) le parti des régions (vainqueur des élections) disposant de 175 sièges ; 2) le parti communiste d'Ukraine - 27 ; 3) le bloc des partis politiques de Volodymyr Lytvyn - 20. 
Trois autres forces politiques représentées dans le parlement - le parti des régions, le bloc des partis de Volodymyr Lytvyn et le parti communiste - constituait une opposition hétéroclite mais forte de 224 députés sur 450.  

## Rivalité entre le chef de l'État et le Premier ministre
La prépondérance de la force politique du premier ministre sur celles du président représente l'une des causes majeures du phénomène de iouliphobie qui domine le comportement politique de Viktor Iouchtchenko depuis le scandale de corruption de septembre 2005. Par ailleurs, le président aurait également promis le poste de Premier ministre à Viktor Ianoukovytch, chef du Parti des régions et son principal rival lors de la présidentielle historique de 2004.
Cependant, face à la constitution d'une majorité composée de NU-NS et du BYUT, le président était contraint de proposer la candidature de Tymochenko au poste de chef de gouvernement. Elle est approuvée de justesse (226 voix) et à la deuxième tentative.

### Ioulia Tymochenko comme menace de non-réélection
La prise de contrôle sur le gouvernement par la nouvelle coalition stabilise le triangle Tymoshenko - Iouchtchenko - Ianoukovytch, configuration assurant l'équilibre du système politique. Cependant, les différentes initiatives du premier ministres sont perçues par la présidence comme composantes d'une stratégie visant la consolidation des positions de Ioulia Tymochenko la veille des présidentielles de 2010. Notamment, Iouchtchenko juge de populiste la décision gouvernementale relative au remboursement de la dette de l'URSS envers les épargnants ukrainiens.
Les critiques s'intensifient lorsque Ioulia Tymochenko établit, directement et à travers son vice-premier ministre Hryhoriy Nemyria, des liens personnels avec les capitales étrangères. Sur ce plan, le parti Batkivschyna (Patrie) composante du bloc Tymoshenko parvient à construire une relation privilégiée avec le Parti populaire européen.
Le président est également irrité par l'absence de progrès dans la mise en place d'un parti pro-présidentiel qui le soutiendra dans sa réélection en 2010. NU-NS ne parvient pas à s'unir (fusionner) pour de nombreuses raisons, comme la présence en son sein des forces politiques historiques comme Roukh (Mouvement populaire d'Ukraine) ou la distance idéologique entre la droite nationaliste (Parti populaire ukrainien) et l'Auto-défense populaire, mouvement de centre-gauche.

## Mutations au sein des forces politiques
Le parti des régions connait une division interne : le groupe de Rinat Akhmetov, première fortune du pays bascule vers le camp présidentiel. La nomination de Raisa Bogatyriova à la présidence du Conseil national pour la sécurité nationale et la défense illustre ce revirement. Par ailleurs et répondant aux attentes des oligarques, la présidence bloque le processus de privatisation ce qui prive le gouvernement de ressources et met en augmente la dette interne. Le blocage est de prime abord institutionnel: le président invalide les nominations gouvernementales au sein du Fonds pour la privatisation.
Une scission se dessine au sein du NU-NS, certains députés exprimant leur regret ou opposition à cette tactique de sabotage des activités du gouvernement. De plus, des conflits relationnels remettent en question la cohésion du NU-NS. Cela se solde par un clivage: un groupe de parlementaires appartenant à la coalition gouvernementale (NU-NS) annonce la création du parti « Nouveau Centre ». Il s'agit d'une alternative au projet de fusion de NU-NS. Les députés du Nouveau Centres sont des personnes proches au président ou au chef de son secrétariat.

## La majorité minoritaire
En été 2008, la coalition se réduit à 225 à la suite du départ de deux de ses membres (un élu de NU-NS et un de BYUT). Elle perd par conséquent la capacité d'adopter les décisions. Si le processus normatif continue c'est grâce au soutien ponctuel du bloc Lytvyn. Le budget de 2008 reste en suspens. On ne constate que très peu d'exemples de votes consolidées: le financement des territoires affectées par les inondations ou l'élargissement des droits et privilèges sociaux des mineurs.

## Impact de l’intervention russe dans le Caucase
La crise en Géorgie a non seulement divisé davantage le parlement ukrainien. Elle a contribué à la précision du désaccord d'appréciation entre le BYouT et le NU-NS. Le premier ministre a préféré ne pas condamner ouvertement l'intervention militaire russe en Géorgie pour des raisons de prime abord économiques. La présidence a tenté de forcer la majorité parlementaire à adopter un texte à caractère russophile.
Les conclusions du sommet extraordinaire de l'Union européenne du 1er septembre légitime l'approche pragmatique de Ioulia Tymochenko. Elle est d'ailleurs consultée la veille de cette réunion par ses homologues européens, notamment le premier ministre polonais. Forte de ce soutien indirect, Tymochenko accepte de coopérer avec le parti des régions afin de s'imposer en tant que centre principal du pouvoir exécutif.

## Fin de la coalition démocratique
Le 2 septembre 2008, les fractions du parti des régions et du bloc Ioulia Tymochenko ont adopté un nombre de lois limitant les pouvoirs du président. Parmi les lois adoptées en première lecture, on compte celles définissant les modalités de destitution du président, élargissant les pouvoirs du conseil des ministres. L'adoption de la loi sur le référendum est notoire. Les deux blocs rivaux ont également estimé nécessaire de compléter la présidence tricéphale du parlement: Lavrynovytch (PR) et Tomenko(BYouT) devient vice-présidents de la Rada.
En réaction à cette démarche, les fidèles du président - la partie pro-Iouchtcheko de la fraction NU-NS - annoncent la fin de la coalition. Ils déclarent la fin de la coalition le 3 octobre 2008. Le même jour, le président du parlement Arseni Iatseniouk, membre de NU-NS, demande à la Rada d'accepter sa démission. Ceci conformément à l'accord de coalition d'après lequel le chef de gouvernement et le président de parlement sont censés démissionner.
La Rada n'accepte pas l'offre de Iatseniouk.

## Gestion de la crise
En septembre, le président ukrainien et son équipe, tenteront une série de mesures pour forcer le bloc Tymochenko à revenir sur ses positions. Le thème de la Géorgie sera central ainsi que la coopération avec l'OTAN, l'UE et la Russie. Cette dernière envoie des messages de soutien à Tymochenko et de mépris à Iouchtchenko. L'Allemagne confirme son opposition au MAP. Ailleurs en Europe et aux États-Unis, les médias constatent « la fatigue de Iouchtchenko ».
Vers la fin septembre, le président ukrainien se tourne vers le chef du parti des régions. Ensemble, ils décident de créer les conditions pour dissoudre le parlement. Le parti des régions affichent une volonté de coopérer avec BYouT mais suspend la négociation de coalition. Ceci conduit à la renaissance de la coalition démocratique à la fin de septembre qui sera de courte durée en raison du scandale de trois vols et autour de mazurik.

## Dissolution
Le 8 octobre 2008, à 21 h 0, le message télévisé pré-enregistré est diffusé. Le président annonce sa décision de dissoudre le parlement et invite la population à la législative anticipée. D'après Iouchtchenko, le vote populaire est un moyen démocratique pour résoudre le problème. En parlant du motif de sa décision il déclare que « la coalition démocratique a été ruinée par des ambitions d'une personne ». Le décret publié le 9 octobre suivant fixe la date du suffrage au 7 décembre 2008.
Ce fait démontre la fragilité de la démocratie parlementaire en Ukraine et, d'une manière plus générale, le contexte antagoniste dans lequel évolue et se structure le système politique de ce pays d'Europe orientale.
Le 20 octobre, le scrutin est reporté d'une semaine, soit au 14 décembre, après le refus du Bloc Tymochenko d'accepter une loi de financement du scrutin. Le 12 novembre, le scrutin est de nouveau reporté, cette fois au début de l'année 2009.

## Réactions à la dissolution
Le 10 octobre 2008, Ioulia Tymochenko déclara être persuadée que les élections n'auront pas lieu. L'ancien chef de campagne électorale de Iouchtchenko et le ministre de la défense (2005-2008) Anatoly Hrytsenko a accusé le président de manque de conscience et de responsabilité.
Le président russe Dmitri Medvedev a qualifié la situation en Ukraine de critique en expliquant l'absence de Iouchtchenko à la réunion du Conseil des chefs d'État de la Communauté des États indépendants du 10 avril 2008 (Bichkek).

## Formation d'une nouvelle coalition
Les procédures engagées par Ioulia Tymochenko pour retarder la dissolution de la Rada et obtenir la formation d'une nouvelle coalition ont finalement porté leurs fruits. Après l'élection de Volodymyr Lytvyn à la présidence de la Rada (parlement de l'Ukraine) le 9 décembre, celui-ci annonce la formation d'une nouvelle coalition alliant son parti, le Bloc Lytvyn, au Bloc Tymochenko et à Notre Ukraine. 
Après des négociations, les trois partis signent officiellement un accord de coalition le 16 décembre,. Lytvyn promit que la Rada poursuivrait son travail jusqu'en 2012.